# 傑夫·安德森
傑佛瑞·艾倫·「傑夫」·安德森（英語：Jeffrey Allan "Jeff" Anderson，1970年4月21日—），美國男演員、導演和編劇。安德森較為著名的是在凱文·史密斯的View Askew宇宙中飾演藍道·葛雷夫斯，並於史密斯的電影導演處女作《瘋狂店員》（1994年）及續集《瘋狂店員2》（2006年）中擔任主演。2002年，他推出了編劇和導演的電影《頓悟姻緣》。

## 早期生活
傑夫·安德森出生於紐澤西州的蒙茅斯縣，並與朋友凱文·史密斯就讀於了亨利哈德遜地區高中，他們於1988年畢業。之後他便在史密斯的電影導演處女作《瘋狂店員》中參演。

## 外部連結
- 傑夫·安德森在互联网电影资料库（IMDb）上的資料（英文）
- 在AllMovie上傑夫·安德森的頁面（英文）